# Caturidae
Die Caturidae sind eine Familie ausgestorbener Knochenfische aus der Ordnung der Bogenflosser (Amiiformes). Sie lebten im Erdmittelalter (Mesozoikum). Fossilien wurden vor in Europa, Nordamerika, China und Tunesien gefunden. 

## Merkmale
Die Caturidae waren Raubfische, die Körperlängen von etwa zehn Zentimetern bis fast zwei Metern (Caturus giganteus) erreichen konnten. Die Wirbel der Caturidae hatten keine verkalkten Wirbelzentren, aber Verkalkungen in den Neuralbögen. Einige Wirbel waren diplospondyl, d. h., sie besaßen zwei Wirbelzentren, jeweils eine dorsale und eine ventrale Hemicentra. Wirbel- und Hämalbögen im Bereich des Schwanzflossenstiels waren annähernd horizontal ausgerichtet. Die Hämalbögen waren breit und in der Transversalebene spatenförmig. Adulte Fische besaßen einige (>2) Urodermalia.
Die Maxillare war schlank und stabförmig, die Kiefer mit scharfen, abgeflachten Zähnen besetzt. Die Branchiostegalstrahlen waren zahlreich (22 oder mehr). Das Auge wurde durch einen Knochenring und ein bis zwei Suborbitalia geschützt.
Während die Schwanzflosse der anderen Amiiformes abgerundet war, war die der Caturidae gegabelt. Im Schwanzflossenskelett waren einige Epurale vorhanden (länglichen, freistehenden Knochen) und einige Hypuralia stützten viele Flossenstrahlen. Die Afterflosse hatte 11 bis 13 unverzweigte und 14 bis 16 verzweigte Flossenstrahlen.

## Äußere Systematik

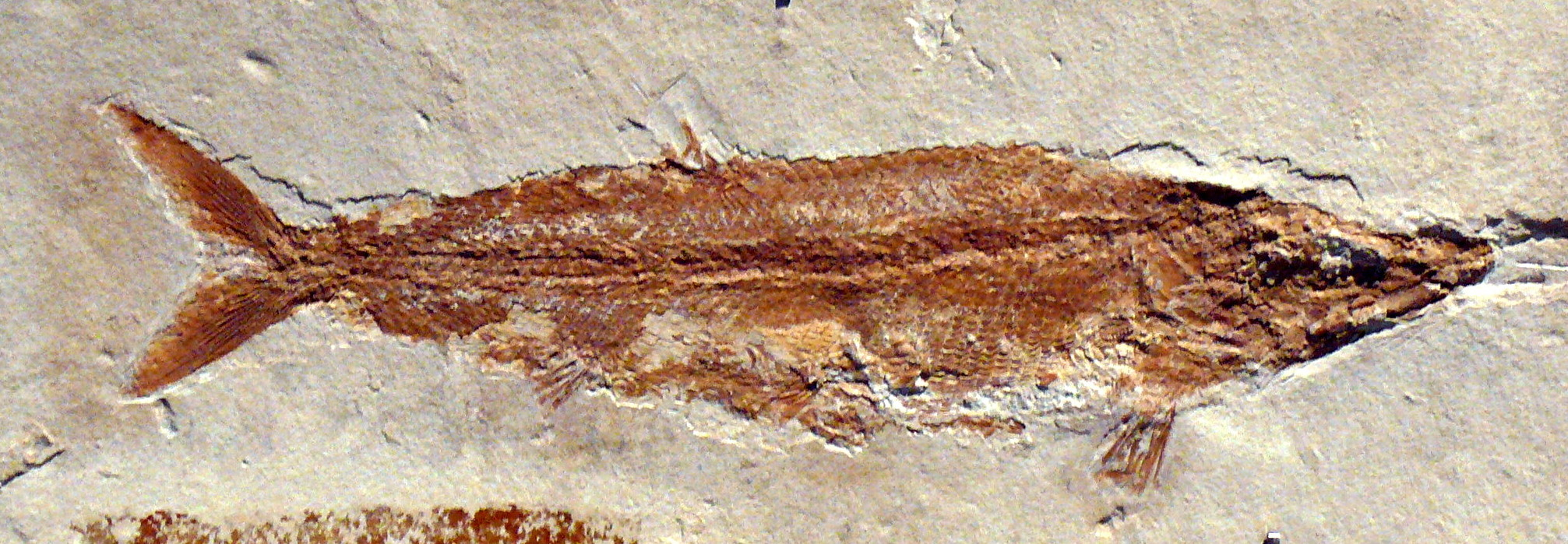
Furo microlepidotus

Die Caturidae bilden mit den Amiidae, die heute nur noch durch den Kahlhecht vertreten sind, und zwei weiteren ausgestorbenen Familien aus dem Mesozoikum, den Liodesmidae und den asiatischen Sinamiidae die Ordnung der Bogenflosser (Amiiformes). Die Caturidae, die Liodesmidae und die Sinamiidae lebten überwiegend im Meer, während die Amiidae vor allem Süßwasserbewohner sind.

## Gattungen
- Amblysemius, Caturus, Furo